# Conospermum brownii
Conospermum brownii är en tvåhjärtbladig växtart som beskrevs av Meissn.. Conospermum brownii ingår i släktet Conospermum och familjen Proteaceae. Inga underarter finns listade i Catalogue of Life.